# Vitézipuszta megállóhely
Vitézipuszta megállóhely egy Baranya vármegyei vasúti megállóhely, melyet a MÁV üzemeltetett az áthaladó vasútvonal 2006-os bezárásáig. Közigazgatásilag Teklafalu területének déli részén, a névadó Vitézipuszta településrész keleti szélén helyezkedett el.

## Vasútvonalak
A megállóhelyet az alábbi vasútvonalak érintik:
- Középrigóc–Villány-vasútvonal

## Kapcsolódó állomások
A vasúti megállóhelyhez az alábbi állomások vannak a legközelebb:
- Teklafalu megállóhely (Középrigóc–Villány-vasútvonal)
- Drávafok megállóhely (Középrigóc–Villány-vasútvonal)

## Forgalom
A megállóhelyen és vele együtt a vasútvonalon a forgalom 2006. május 8-a óta szünetel.

## Megközelítése
A megállóhely az 5808-as út és az Endrőcre vezető, 58 143-as számú bekötőút elágazásától mintegy 350 méterre keletre helyezkedett el, közúti megközelítését egy, az utóbbi útból kiágazó, rövid önkormányzati út tette lehetővé.